# 十八松平
十八松平（日语：／ Jūhachimatsudaira）是指松平氏一族中，直到德川家康時代為止，持有分家血脈的松平家。有包括德川宗家的情況，亦有限定家康的祖父松平清康為止的庶家的情況。別稱十四松平。
有說法指，所謂「十八松平」，是把「松」字分拆，變成十八公，而十八亦非實數。

## 十八松平
以三河松平氏為根本，庶家的十八家（『國史大辭典』）。別稱「三河十八松平」。『改正三河後風土記』中記載為「三州十八松平」。具體而言，根據不同書物，三河松平氏的庶家十八松平稍有不同。
- 後來的德川宗家
  - 安祥松平家（日语：安祥松平家）－松平信光的三男親忠流，後來成為德川家本家。在江戶時代的史料『改正三河後風土記』中，屬於十八松平。以後，家督相繼由親忠的三男長親、長親的長男信忠、信忠的長男清康繼承。

- 十四松平—存續至江戶時代，被『寬政重修諸家譜』記載的松平庶流十四家。
  - 竹谷松平家（日语：竹谷松平家）－松平信光的長男守家流。領有三河國寶飯郡竹谷（現今愛知縣蒲郡市竹谷町）。
  - 形原松平家（日语：形原松平家）－松平信光的四男與副流。領有三河國寶飯郡形原（現今愛知縣蒲郡市形原町（日语：形原町））。
  - 大草松平家（日语：大草松平家）－松平信光的五男光重流。領有三河國額田郡大草（現今愛知縣額田郡幸田町）。
  - 五井松平家－松平信光的七男忠景流。領有三河國寶飯郡五井（別稱御油）（現今愛知縣蒲郡市五井町）。
  - 深溝松平家（日语：深溝松平家）－五井松平忠景的次男忠定流。領有三河國額田郡深溝（現今愛知縣額田郡幸田町深溝）。
  - 能見松平家（日语：能見松平家）－松平信光的八男光親流。領有三河國額田郡能見（現今愛知縣岡崎市能見町）。
  - 長澤松平家（日语：長澤松平家）－松平信光的十一男親則流。領有三河國寶飯郡長澤（現今愛知縣豐川市長澤町）。
  - 大給松平家（日语：大給松平家）－安祥松平親忠的次男乘元流。領有三河國加茂郡大給（現今愛知縣豐田市大內町）。
  - 瀧脇松平家（日语：滝脇松平家）－安祥松平親忠的九男乘清流。領有三河國加茂郡瀧脇（現今愛知縣豐田市瀧脇町）。
  - 福釜松平家（日语：福釜松平家）－安祥松平長親的次男親盛流。領有三河國碧海郡福釜（現今愛知縣安城市福釜町）。
  - 櫻井松平家－安祥松平長親的三男信定流。領有三河國碧海郡櫻井（現今愛知縣安城市櫻井町（日语：桜井町））。
  - 東條松平家（日语：東条松平家）－安祥松平長親的四男義春流。初代義春、二代忠茂以三河碧海郡青野城（現今愛知縣岡崎市上青野町）為居城，三代家忠以東條城（日语：東条城）（現今愛知縣西尾市吉良町）為居城。別稱青野松平家。
  - 藤井松平家（日语：藤井松平家）－安祥松平長親的五男利長流。領有三河國碧海郡藤井（現今愛知縣安城市藤井町）。
  - 三木松平家（日语：三木松平家）－松平信忠的次男信孝最初領有三河合歡木。後來以三河國三木城（現今愛知縣岡崎市上三木町）為居城。別稱合歡木松平家。

- 家系斷絕的松平家
  - 岩津松平家（日语：岩津松平家）－安祥松平親忠的長男親長流。領有三河國額田郡岩津（現今愛知縣岡崎市岩津町（日语：岩津町））。
  - 西福釜松平家（日语：西福釜松平家）－安祥松平親忠的七男親光流。以三河國鴛鴨城（現今愛知縣豐田市鴛鴨町）為居城。別稱押鴨松平家、鴛鴨松平家。
  - 鵜殿松平家（日语：鵜殿松平家）－安祥松平信忠的三男康孝流。別稱三木松平家。

- 其他
  - 宮石松平家（日语：宮石松平家）－大給松平乘元的三男乘次流。雖然存續，不過在『寬政譜』中記載為大給松平家的分家。在被當成十八松平的情況下，合併為一家（『國史大辭典』）。
  - 久松松平家（日语：久松松平家）－德川家康的生母傳通院成為久松氏（日语：久松氏）的後妻後，誕下的松平康元、次弟康俊、次弟定勝流。因為受家康下賜松平姓，久松松平成為一門的年代與其他家稍有不同，在限定清康以前的庶家的情況下，並未併入。

## 江戶十八松平
在江戶時代，被德川將軍家特別允許在公文等文書中使用稱號「松平姓」的大名，總共有18家。在『古事類苑』中記載為「他氏十八家」。
- 譜代大名
  - 奧平松平家（日语：奥平松平家）－奧平家。武藏國忍藩（日语：忍藩）藩主、播磨國姬路新田藩藩主、上野國小幡藩（日语：小幡藩）藩主、美濃國加納藩（日语：加納藩）藩主。
  - 松井松平家（日语：松井松平家）－松井家。武藏國川越藩（日语：川越藩）藩主。
  - 戶田松平家（日语：戸田松平家）－戶田家。信濃國松本藩藩主。
  - 久松松平家（日语：久松松平家）－久松家。伊予國松山藩藩主、伊勢國桑名藩（日语：桑名藩）藩主、伊予國今治藩藩主、三河國刈谷藩（日语：刈谷藩）藩主、下總國多古藩（日语：多古藩）藩主、伊予國松山新田藩藩主。
  - 鷹司松平家（日语：鷹司松平家）－鷹司家。上野國吉井藩（日语：吉井藩）藩主。
  - 本庄松平家（日语：本庄松平家）－本庄家。家祖是第5代將軍德川綱吉的母親桂昌院的外甥松平資俊。丹後國宮津藩藩主、越前國高森藩藩主。
  - 越智松平家－家祖是第6代將軍德川家宣的弟弟松平清武。上野國館林藩藩主、石見國濱田藩藩主。　　
  - 松平美濃守家－柳澤家。大和國郡山藩藩主。

- 外樣大名
  - 松平加賀守家－前田家。加賀藩藩主。
  - 松平陸奧守家－伊達家。陸奧國仙台藩藩主。
  - 松平薩摩守家－島津家。薩摩藩藩主。
  - 松平長門守家－毛利家。長州藩藩主。（根據『德川禁令考（日语：徳川禁令考）』，在禁門之變敗北時，松平家號和官職一同因為「以大砲指向朝廷的背道」（朝廷に大砲を向け不届き）而被剝奪。）
  - 松平官兵衛（筑前守、甲斐守）家－黑田家。筑前國福岡藩藩主。（福岡藩主家代代多數以甲斐守、筑前守、肥前守等不同官職為名，亦以藩祖黑田孝高的通稱「官兵衛」為由來，世襲通稱「官兵衛」。例如在幕府的官方資料『通航一覽』中，以「松平官兵衛屋敷」和福岡藩邸為稱呼。『古事類苑』記載為「黑田備前守家」。）
  - 松平安藝守家－淺野家。安藝國廣島藩藩主。
  - 松平肥前守家－鍋島家。肥前國佐賀藩藩主。
  - 松平因幡守家、松平備前守家－池田家。鳥取藩藩主、岡山藩藩主。
  - 松平阿波守家－蜂須賀家。阿波國德島藩藩主。
  - 松平土佐守家－山內家。土佐藩藩主。